# Église de la Trinité de Trèves
Pour les articles homonymes, voir Église de la Sainte-Trinité.
L'église de la Trinité (connue localement sous le nom de Jesuitenkirche) est une ancienne église franciscaine de la ville de Trèves du milieu du XIIIe siècle devenue église jésuite entre 1570 et 1773.

## Historique
L'église de la Trinité est une église construite par les Franciscains pour leur couvent au XIIIe siècle. Celui-ci devient collège jésuite en 1570 et le restera jusqu'à la suppression de la Compagnie de Jésus en 1773.
Le collège jésuite est ensuite converti en séminaire diocésain en 1779 avec la permission du prince-évêque Clément Wenceslas de Saxe (qui était l'oncle de Louis XVI), mais celui-ci doit fuir avec l'arrivée des troupes françaises révolutionnaires qui occupent la ville en 1794 et le séminaire est fermé. L'église rouvre de 1795 à 1798. Elle est utilisée ensuite comme 'Temple de la Raison', jusqu'au concordat de 1801 (Trèves faisait partie de l'Empire napoléonien).
Après le congrès de Vienne de 1815, Trèves redevient allemande, mais est donnée à la Prusse. L'église devient église simultanée en 1818 et l'année suivante est donnée à l'Église luthérienne réformée.
Après que la basilique de Constantin fut attribuée aux protestants en 1856, les catholiques, après un procès retentissant, reçoivent en compensation l'église de la Trinité qui revient ainsi au culte catholique et les bâtiments de l'ancien collège abritent à nouveau un séminaire diocésain.
L'église a été rénovée entre 1988 et 1993.

## Personnalités
- La crypte de l'église abrite la tombe de Friedrich Spee von Langenfeld qui combattit les procès en sorcellerie.
- Karl Marx, né à Trèves en 1818, y reçut la confirmation luthérienne en 1834.
- Le bienheureux Jean-Martin Moyë prêtre lorrain des missions étrangères de Paris et missionnaire en Chine y est enterré à proximité.

## Galerie

Maître-autel de l'ancienne église des Jésuites
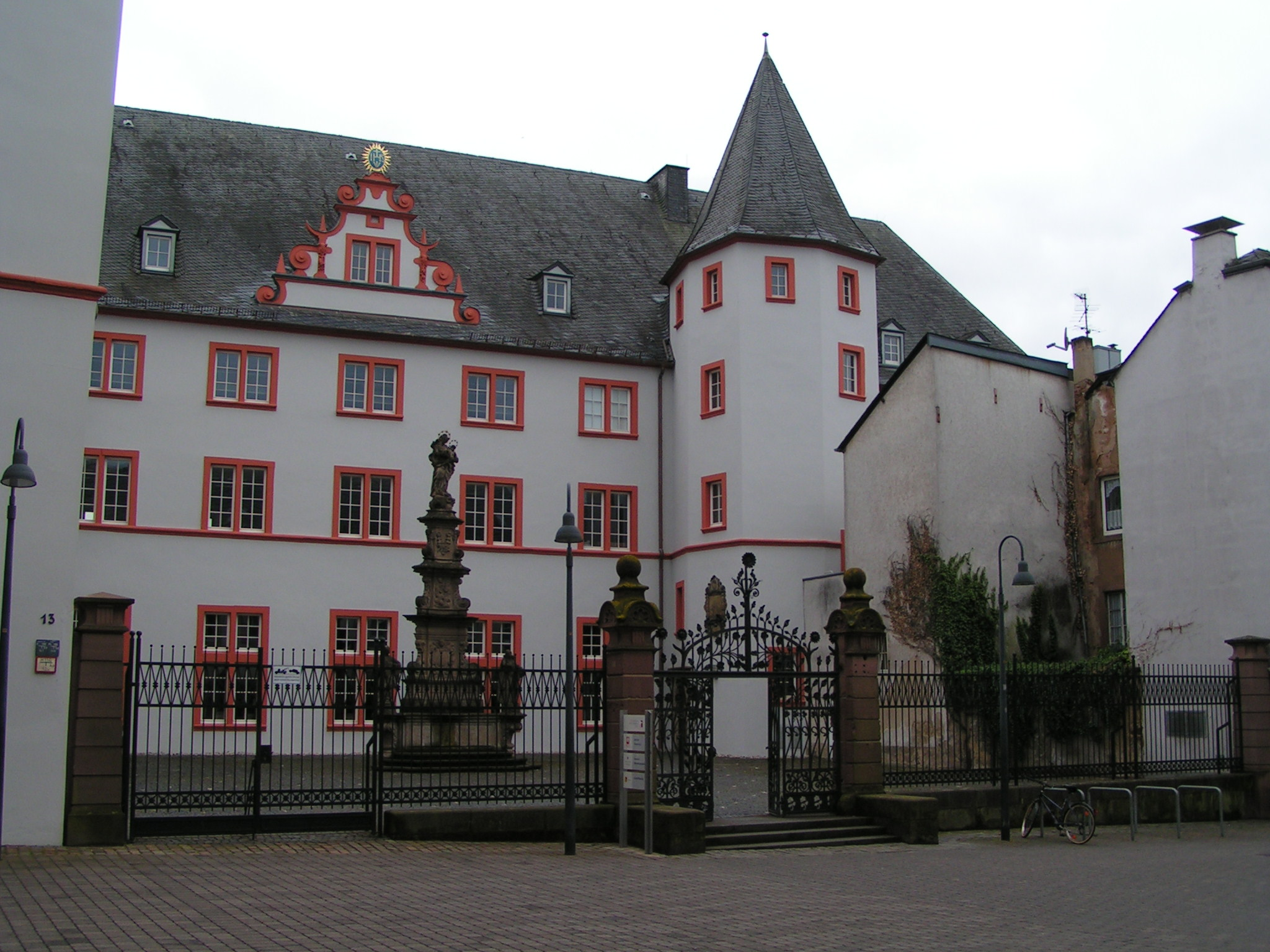
Ancien collège des Jésuites, aujourd'hui séminaire diocésain
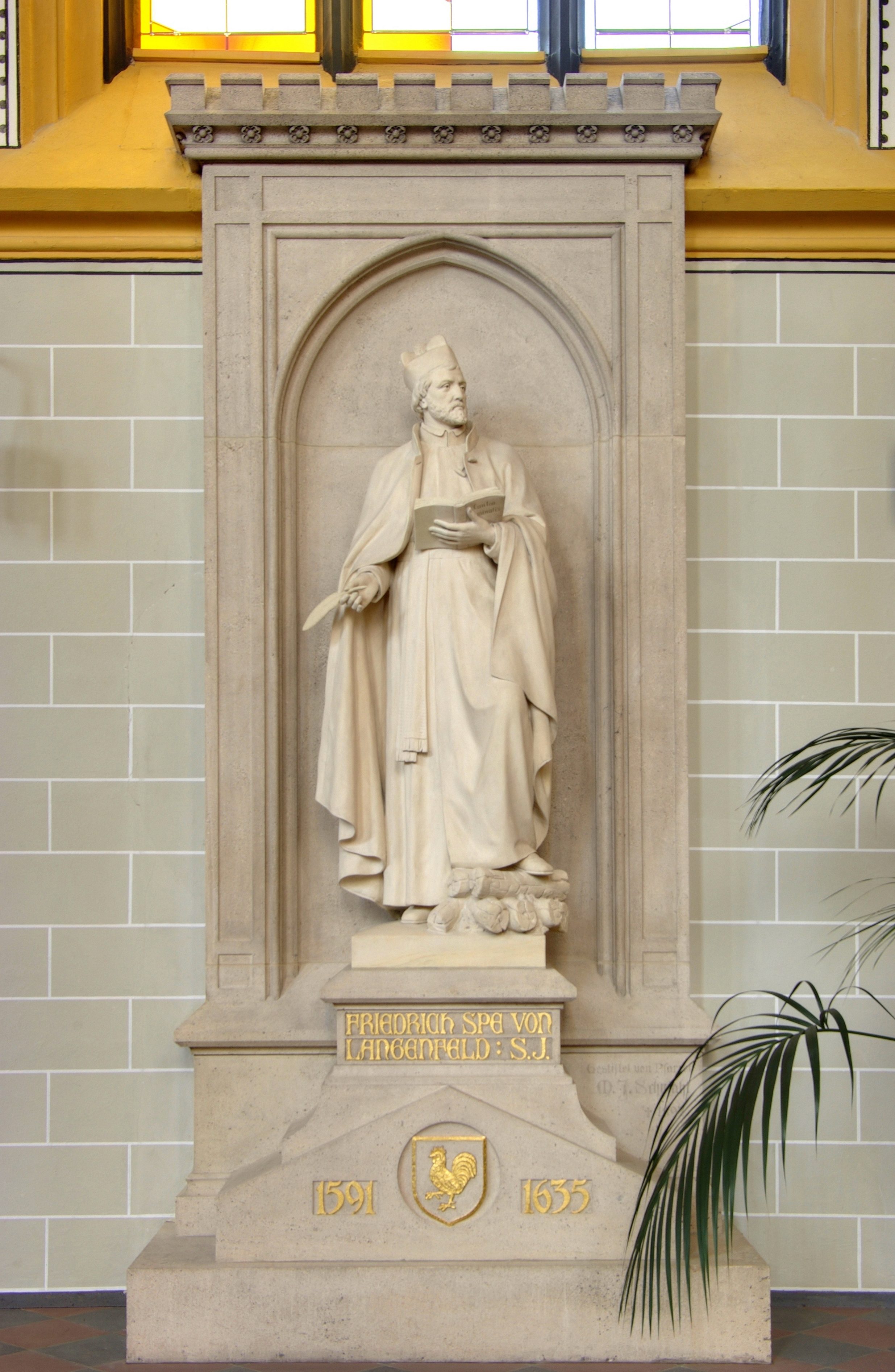
Statue de Friedrich Spee von Langenfeld
Orgues de l'église
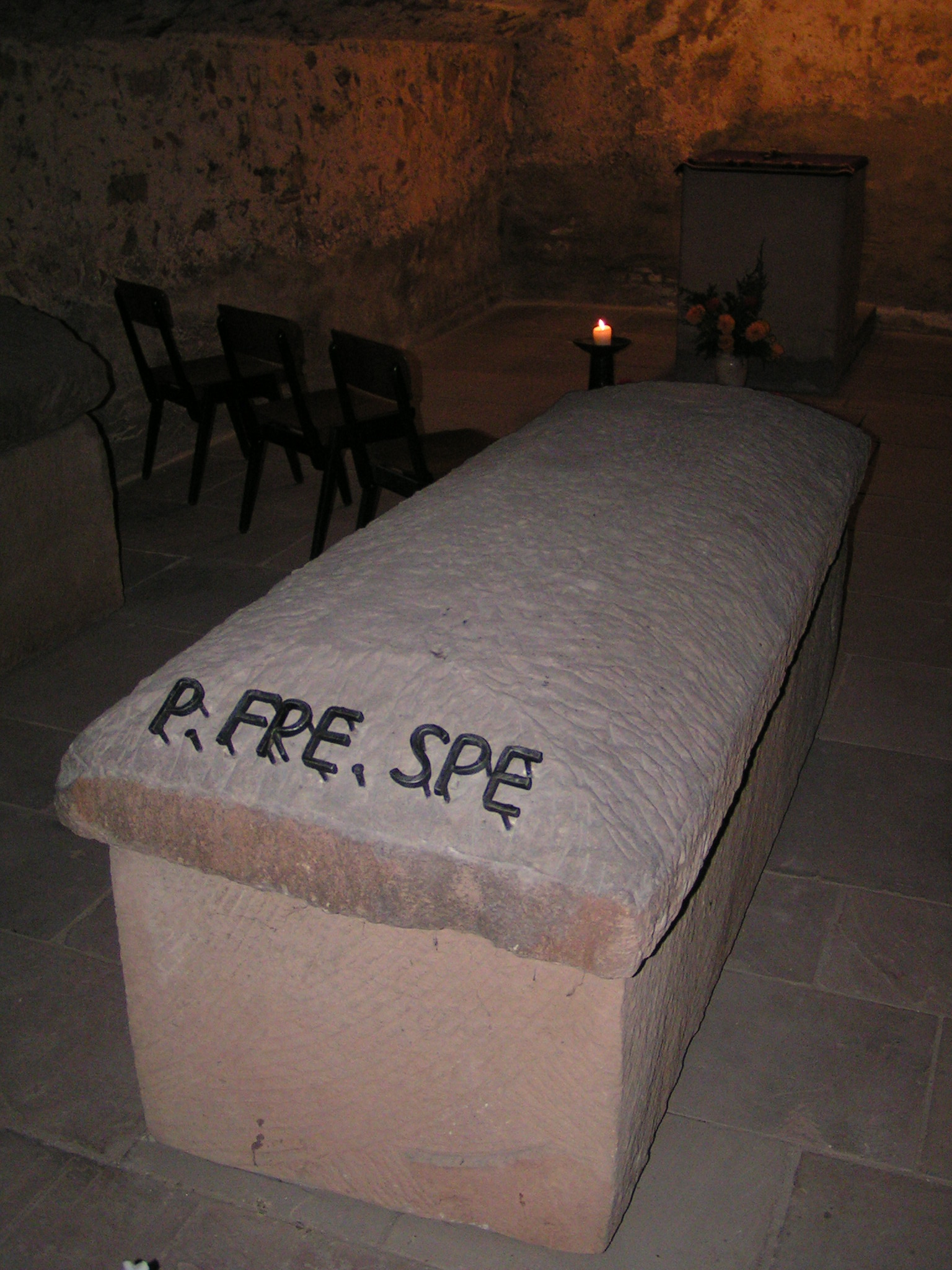
Sarcophage du P. Spee von Langenfeld dans la crypte
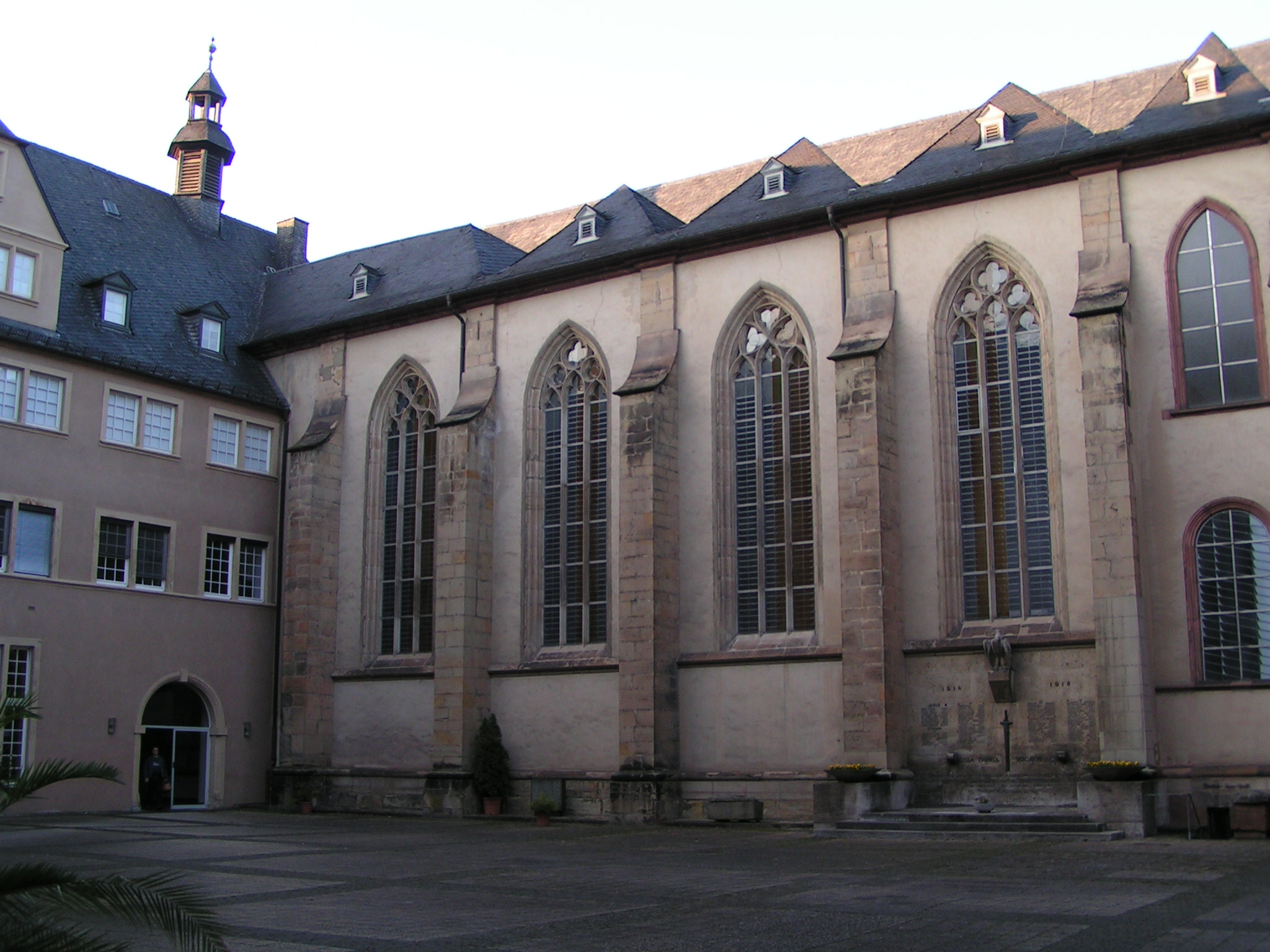
Vue du côté de l'église dans la cour du séminaire
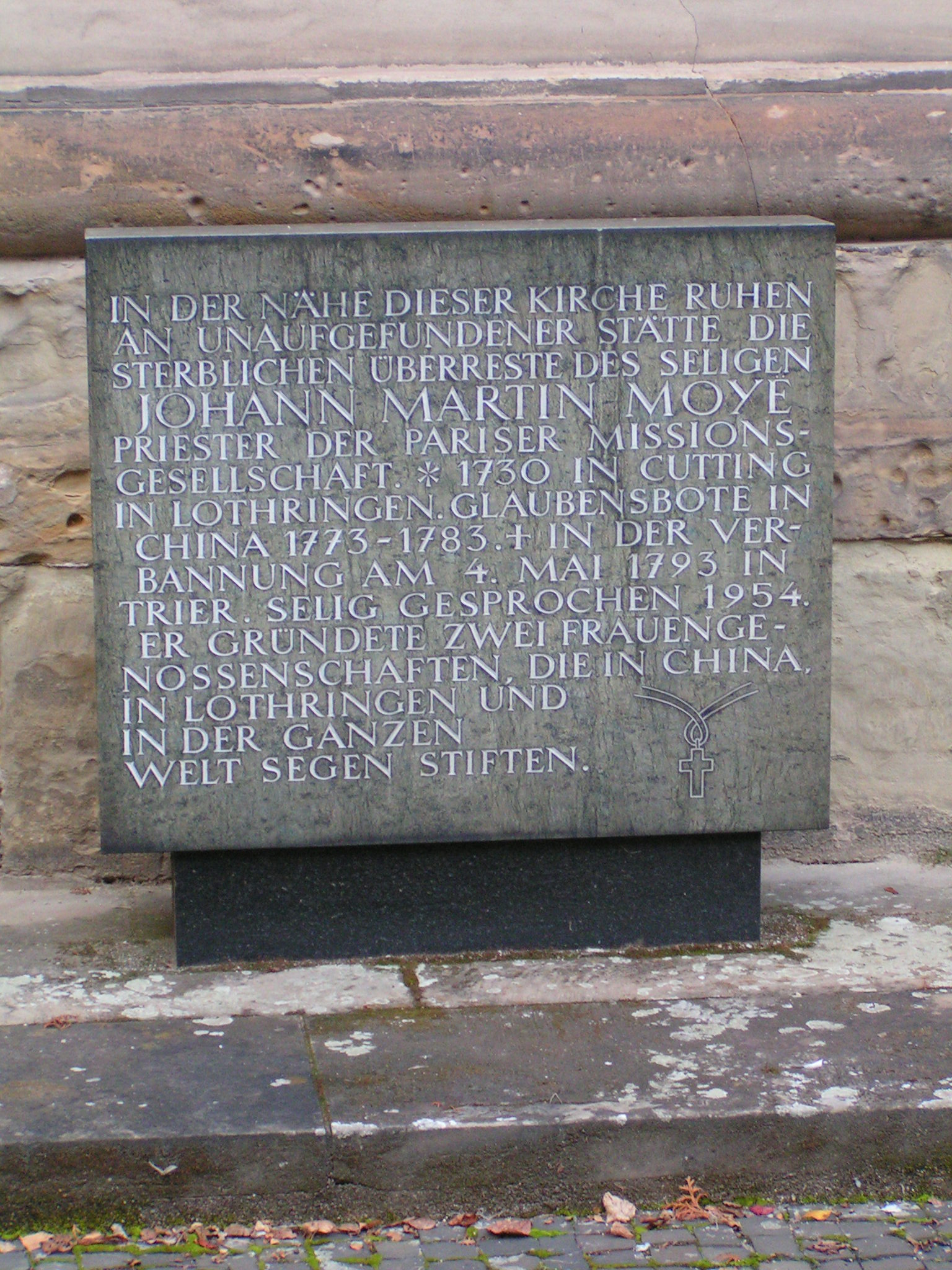
Plaque en mémoire du bienheureux Jean-Martin Moyë